# Puccinia subcircinata
Puccinia subcircinata är en svampart som beskrevs av Ellis & Everh. 1887. Puccinia subcircinata ingår i släktet Puccinia och familjen Pucciniaceae.   Inga underarter finns listade i Catalogue of Life.